# آدام گرنت
آدام گرنت (به انگلیسی: Adam Grant)(زادهٔ ۱۳ اوت ۱۹۸۱ میلادی) نویسنده و استاد مدرسه وارتون دانشگاه پنسیلوانیا است. او در شهر دیترویت ایالت میشیگان بزرگ شد. گرنت به خاطر کسب افتخارات بالای علمی در سنین جوانی در مدرسه وارتون دانشگاه پنسیلوانیا شهرت دارد. او نویسنده کتاب توانمندی های نهان است.